# Richard von Garbe
Richard Karl von Garbe, född 9 mars 1857 i Bredow (nära Stettin), död 22 september 1927 i Tübingen, var en tysk sanskritist. 
von Garbe blev 1878 docent, 1880 extra ordinarie och 1894 ordinarie professor, allt i Königsberg, och kallades 1895 som Roths efterträdare till Tübingen. 
Åren 1885-1887 reste von Garbe i Indien och studerade i Benares framför allt indisk filosofi. I detta ämne blev han en av den tidens främsta experter. 
Förutom uppsatser i facktidskrifter utgav han bland annat följande böcker: 
- Vaitana Sutra, the ritual of the Atharvaveda (1878)
- The Shrauta Sutra of Apastamba (3 band, 1882-1902)
- The Samkhya Sutra Vrtti or Aniruddha's commentary to the Samkhya Sutras (1888)
- Samkhyaprava-cana-bhasya (1895),
- Die Samkhya-Philosophie, eine Darstellung des indischen Rationalismus (1894)
- Samkhya und Yoga (i Bühlers "Grundriss", 1896).